# 野尻弥重郎
野尻 弥重郎（のじり やじゅうろう、1868年3月28日（慶応4年3月5日） - 1947年（昭和22年）11月27日）は、日本の政治家。衆議院議員（1期）。

## 経歴
福井県出身。1889年、福井県師範学校卒。小学校訓導、同校長、神明村長、福井県会議員を務める。その傍ら、農業を営み、武周電力(株)社長、神明村産業組合長となる。
1920年の第14回衆議院議員総選挙において福井2区から憲政会公認で立候補して当選する。衆議院議員を1期務め、1924年の第15回衆議院議員総選挙には立候補しなかった。1947年に死去した。